# Kees Schouhamer Immink Prijs
De KHMW Kees Schouhamer Immink Prijs is door de Koninklijke Hollandsche Maatschappij der Wetenschappen met ingang van 2019 beschikbaar gesteld ter bekroning van oorspronkelijk onderzoek op het terrein van de technische computerkunde en telecommunicatie in brede zin.
De prijs, vernoemd naar Kees Schouhamer Immink, is bedoeld ter aanmoediging voor een onderzoeker die in het jaar van toekenning niet langer dan vier jaar geleden is gepromoveerd aan een Nederlandse instelling van onderwijs en/of onderzoek. De prijs bestaat uit een diploma, legpenning en een bedrag van € 10.000.

## Criteria voor de beoordeling
De toekenning van de KHMW Kees Schouhamer Immink Prijs geschiedt door het bestuur van de Koninklijke Hollandsche Maatschappij der Wetenschappen na advies door een bestuurslid of directeur van deze Maatschappij gepresideerde commissie. Bij de beoordeling wordt ingegaan op de volgende criteria:
- inventiviteit
- efficiëntie/schaalbaarheid van de bevindingen
- maatschappelijke relevantie
- wetenschappelijk perspectief dat door het onderzoek wordt geboden

## Winnaars
- 2020: Dr. ir. Ronald M. van Rijswijk-Deij voor zijn proefschrift "Improving DNS Security: A Measurement-Based Approach", Universiteit Twente[3][4][5]
- 2022: Dr. T.S. (Taco) Cohen voor zijn proefschrift "Equivariant Convolutional Networks", Universiteit van Amsterdam, juni 2021.[6][7][8]
- 2024: Dr. S. (Sujay) Narayan voor zijn proefschrift "Space Internet of Things (Space-IoT)", TU Delft, Mei 2023.[9][10]